# 威氏美洲鱥
威氏美洲鱥（學名：Notropis wickliffi），為輻鰭魚綱鯉形目雅羅魚科的其中一種，分布於北美洲美國密蘇里州、俄亥俄州、阿肯色州和田納西州的密西西比河流域，本魚呈長橢圓形且側扁，眼大、口近下位，體長可達7.8公分，棲息礫石底質的溪流底中層水域，生活習性不明。